# Asmaa Aouattah
Asmaa Aouattah (Alhucemas, 2 de octubre de 1970, Tamazight: ⴰⵙⵎⴰⴰ ⴰⵓⵟⵟⴰⵁ) es una escritora catalano-amazig de origen rifeño, agente de igualdad, profesora y filósofa. Es licenciada en filosofía por la Universidad Mohamed Ben Abdellah de Fez, en Marruecos, Master en Construcción y Representación de Identidades Culturales por la Universidad de Barcelona y Master en Agentes de Igualdad de Oportunidades para la Universidad de Lérida. Actualmente trabaja como agente de igualdad en el Consejo Comarcal del Maresme, en Mataró, y dedica su tiempo libre al activismo y la escritura.
Ha publicado un libro de cuentos y un poemario; ambos protagonizados mayoritariamente por Rif y las historias y luchas de su pueblo, centrándose especialmente en la mujer amazigh.

## Trayectoria
A pesar de ser licenciada en Filosofía por la Universidad Mohamed Ben Abdellah de Fez y haber ejercido como profesora de francés en un instituto Marroquí, Aouattah comienza su carrera como escritora con la publicación de L'Etern Retorn en febrero de 2018. El éxito de este libro de cuentos marcó sus lectores con frases que compartía el Asmaa como "el maldito duelo migratorio no nos deja abrazar todo lo que esta tierra nos da".
En 2019 la autora publica Entre cendra i foc. Poemes dedicats al Moviment Popular Rifeny (Hirak Rif) con Neret Edicions. Se trata de un poemario que relata las historias de las víctimas de la militarización, la colonización y la opresión del pueblo rifeño. Incluye una traducción completa al amazig, hecha por ella misma, en caracteres tifinagh.
Aouattah también ha publicado Neret Edicions). Una traducción completa de Entre cendra i foc. Poemes dedicats al Moviment Popular Rifeny (Hirak Rif) en la lengua nativa de la autora: el amazig.

## Activismo
Aouattah, además de ser escritora y filóloga, también es activista. Durante su juventud, participó activamente en diferentes luchas sociales estudiantiles en Marruecos, y cuando llegó a Cataluña, continuó su lucha. Cofundó Totes Plegades dentro de la Asociación de Vecinos del barrio de Rocafonda, un espacio para mujeres recién llegadas. También forma parte de los movimientos feministas, independentistas y del movimiento popular rifeño.

## Periodismo
Aouattah no termina su activismo en la calle o en los centros cívicos. Dedica parte de su tiempo libre a escribir artículos para el Capgròs de Mataró (y otros periódicos y revistas) mayoritariamente sobre el Rif, y también forma parte del programa Migrades / Amb veu de dona en Mataró Radio con Silvia Llanto y la concejala de ERC en el Ayuntamiento de Mataró Soraya El Farhi.